# Arichanna aciculata
Arichanna aciculata là một loài bướm đêm trong họ Geometridae.